# Egg & Egli

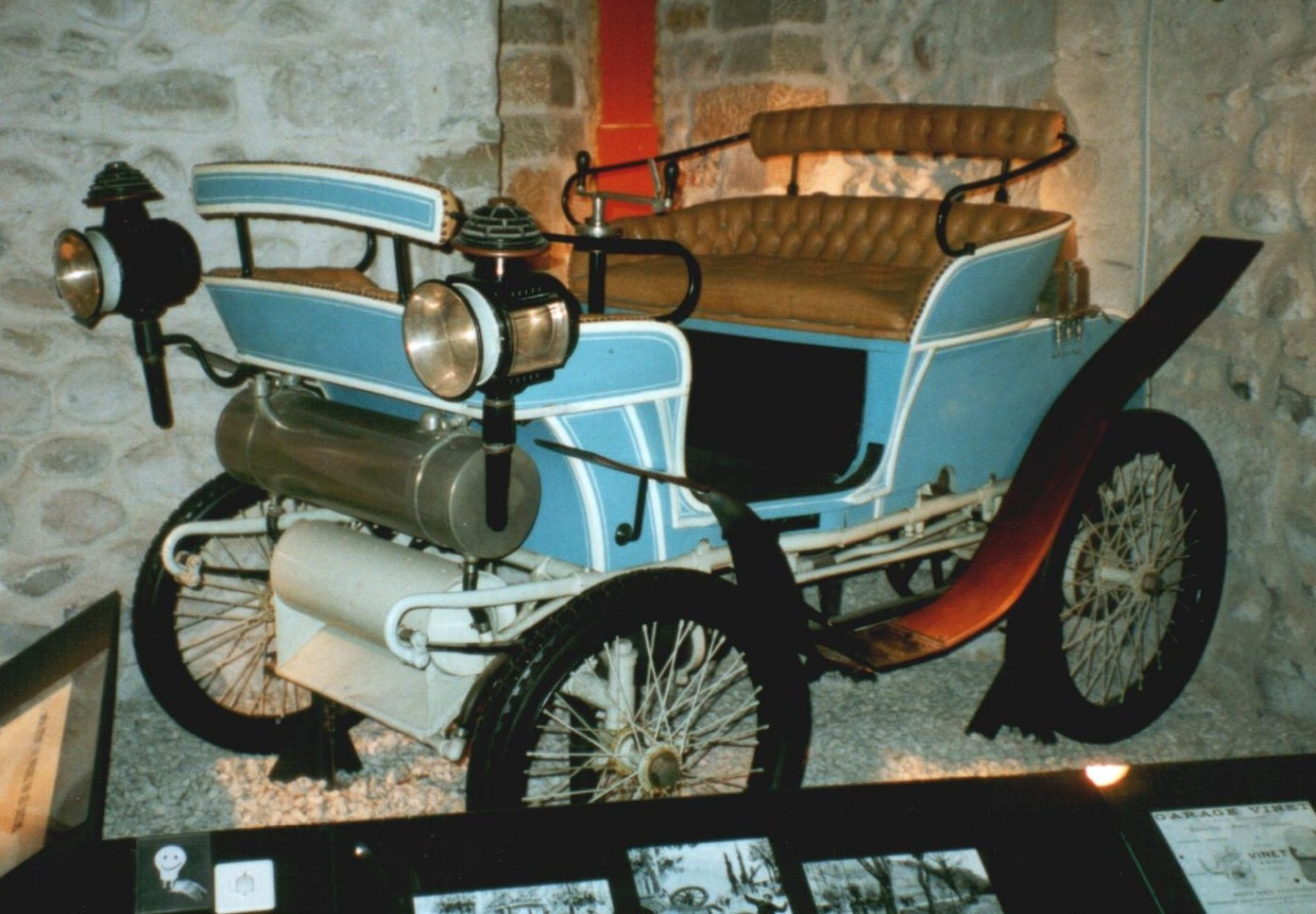
Egg & Egli von 1899

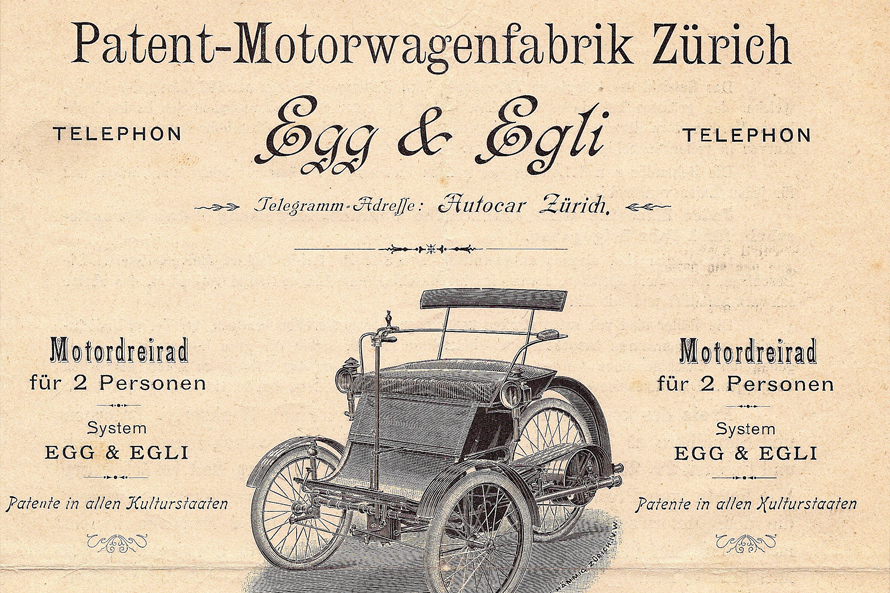
Das Motordreirad in zeitgenössischer Werbung

Egg & Egli war ein Schweizer Hersteller von Automobilen.

## Unternehmensgeschichte
Der Konstrukteur Rudolf Egg und sein Partner Egli gründeten 1896 in Zürich die Automobilfabrik Zürich Egg & Egli.
1904 endete die Produktion, als Rudolf Egg das Unternehmen verließ, um die Motorwagenfabrik Excelsior zu gründen.

## Fahrzeuge
Rudolf Egg konstruierte 1893 sein erstes Auto, das 1896 in Serienproduktion ging. Es war ein Dreirad, bei dem sich das einzelne Rad hinten befand. Es war mit einem Einzylinder-Einbaumotor von De Dion-Bouton ausgestattet, der 3 PS leistete. 1899 endete die Fertigung des Dreirads bei Egg & Egli. Zwischen 1899 und 1904 entstanden einige Exemplare eines vierrädrigen Automobils, deren Motor im Heck montiert war.
Ein Fahrzeug dieser Marke ist im Schloss Grandson in Grandson zu besichtigen.

## Lizenzbauten des Dreirades
- Bächtold & Co aus Steckborn produzierte das Dreirad 1898 in Lizenz.
- Zürcher Patent-Motorwagen-Fabrik Rapid aus Zürich produzierte das Dreirad 1899 in Lizenz.
- J. Weber & Co aus Uster bei Zürich produzierte das Dreirad von 1899 bis 1900 in Lizenz.